# Max Vierlinger
Friedrich Max Vierlinger (* 14. Juli 1903 in Köln; † 22. Oktober 1984 in Köln) war ein deutscher Schauspieler.

## Leben und Wirken
Über Vierlingers Werdegang ist derzeit nichts bekannt; offenbar beabsichtigte er von Anbeginn ausschließlich als Filmschauspieler zu arbeiten, da vor seinem ersten Leinwandauftritt zu Beginn der Tonfilmzeit keinerlei Bühnenauftritte auszumachen sind. Obwohl von eleganter und weltmännischer Erscheinung, gelang Vierlinger nie der der Sprung in die vordere Reihe der reichsdeutschen Filmdarsteller, und er musste sich nahezu durchgehend mit recht kleinen Kurzauftritten zufriedengeben. 1930 heiratete er Johanna Pielen, geb. Adams, von der er 1948 wieder geschieden wurde.
Nach seinem Minipart in dem Horney-Heesters-Melodram Illusion wurde Vierlinger nicht mehr im Film eingesetzt. So musste er zwangsläufig doch noch zur Bühne und ist von 1942 bis 1944 für zwei Spielzeiten am Stadttheater im deutschbesetzten Lublin nachzuweisen. Vierlinger hat nach Kriegsende 1945 einige Male am Varieté-Theater "Tatzelwurm" in Köln gespielt, das nicht mehr existiert. Er lebte als Privatmann in Köln-Rodenkirchen und war in zweiter Ehe verheiratet mit Elfriede Vierlinger, geb. Rosenbrock. Aus der Beziehung ging eine Tochter hervor. Vierlinger nahm bis zu seinem Tod keine Engagements mehr an.

## Filmografie
- 1929: Heimkehr vom Oktoberfest (Kurzfilm)
- 1930: Delikatessen
- 1930: Liebe im Ring
- 1932: Der tolle Bomberg
- 1934: Mein Herz ruft nach dir
- 1935: Zigeunerbaron
- 1936: Im Trommelfeuer der Westfront
- 1936: Der Bettelstudent
- 1936: Das Hofkonzert
- 1937: Fremdenheim Filoda
- 1937: Signal in der Nacht
- 1937: Tango Notturno
- 1939: Robert Koch, der Bekämpfer des Todes
- 1939: Heimatland
- 1940: Kriminalkommissar Eyck
- 1940: Falstaff in Wien
- 1940: Jud Süß
- 1940: Falschmünzer
- 1941: Sechs Tage Heimaturlaub
- 1941: Illusion

## Belege
1. ↑  Landesarchiv Berlin, Heiratsregister Standesamt Wilmersdorf, Nr. 966/1930 (online auf Ancestry.com, kostenpflichtig)

| Personendaten    | Personendaten                                  |
| ---------------- | ---------------------------------------------- |
| NAME             | Vierlinger, Max                                |
| ALTERNATIVNAMEN  | Vierlinger, Friedrich Max (vollständiger Name) |
| KURZBESCHREIBUNG | deutscher Schauspieler                         |
| GEBURTSDATUM     | 14. Juli 1903                                  |
| GEBURTSORT       | Köln                                           |
| STERBEDATUM      | 22. Oktober 1984                               |
| STERBEORT        | Köln                                           |